# Tim Roth
Pour les articles homonymes, voir Roth.
Tim Roth, né le 14 mai 1961 à Dulwich (Londres), est un acteur, réalisateur, scénariste et producteur de cinéma britannique.
Tim Roth est révélé au grand public grâce aux films Reservoir Dogs et Pulp Fiction de Quentin Tarantino. Il apparaît ensuite dans d'autres films américains comme La Planète des singes et Funny Games U.S., mais surtout L'Incroyable Hulk, deuxième film de l'univers cinématographique Marvel dans lequel il incarne Emil Blonsky / Abomination. Il est également connu pour son rôle dans la série télévisée Lie to Me, qu'il tient entre 2009 et 2011.
Il retrouve Tarantino en 2015 pour les besoins du western à huis clos Les Huit Salopards. Si l'année 2017 le voit apparaître dans la troisième saison de la série Twin Peaks de David Lynch, il porte également la même année la série Tin Star (en), et ce jusqu'en 2020. En 2022, il reprend le rôle d'Emil Blonsky / Abomination dans la série She-Hulk : Avocate.

## Biographie
Son père, Ernie Smith, était journaliste, peintre et jusqu'aux années 1970, membre du Parti communiste anglais. Né à New York d'une famille d'immigrants britanniques d'origine irlandaise, il a changé son nom « Smith » pour « Roth » après la Seconde Guerre mondiale, afin de cacher sa nationalité lors de ses voyages dans des pays hostiles au Royaume-Uni.
Dans sa jeunesse, Tim Roth voulait être sculpteur et a étudié à l'école d'art de Camberwell à Londres.
Sa carrière d'acteur débute à 21 ans avec le rôle d'un jeune skinhead pour le téléfilm Made in Britain d'Alan Clarke. En 1984, il est récompensé pour son rôle de tueur dans le film de Stephen Frears : The Hit. Durant les années 1990, il commence à retenir l'attention du public en interprétant Vincent van Gogh dans le film de Robert Altman Vincent et Théo, et Guildenstern dans le film Rosencrantz et Guildenstern sont morts de Tom Stoppard.

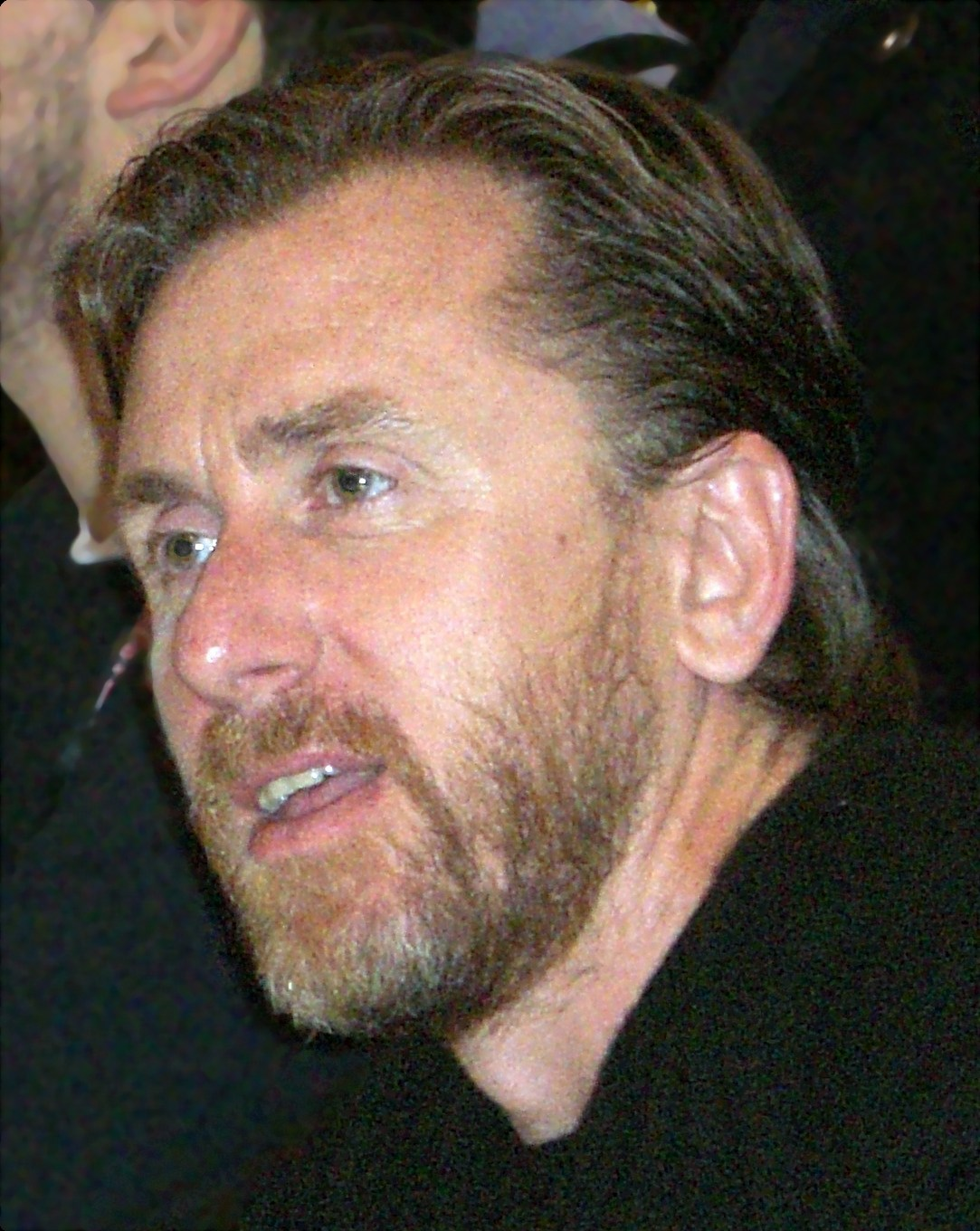
Tim Roth en 2008.

Quentin Tarantino lui offre alors le rôle de M. Orange dans son premier long-métrage Reservoir Dogs. Ils travailleront à nouveau ensemble dans Pulp Fiction, où Tim Roth joue un personnage secondaire de braqueur. La même année, il interprète Joshua Shapira, un mystérieux tueur à gages froid et violent dans Little Odessa. En 1995, il interprète un aristocrate sadique dans le film dramatique de Michael Caton-Jones : Rob Roy. Ce rôle lui vaut plusieurs nominations ainsi qu'un BAFTA Award.
En 1999, Tim Roth réalise son premier long-métrage The War Zone, une histoire d'inceste dans une famille britannique adaptée d'un roman d'Alexander Stuart. Il reçoit un très bon accueil critique et remporte de nombreuses récompenses, notamment au Festival international du Film de Berlin.
La Warner Bros avait proposé à Tim Roth de rejoindre le casting de la saga Harry Potter où il aurait interprété Severus Rogue. Il a refusé le rôle qui a été confié à Alan Rickman. À la même époque, il interprète le général Thade dans La Planète des singes de Tim Burton. Il tient le rôle principal dans L'Homme sans âge de Francis Ford Coppola et le rôle du père de famille dans Funny Games U.S. de Michael Haneke, un remake de Funny Games que Michael Haneke avait réalisé dix ans plus tôt en Autriche. Il joue également dans L'Incroyable Hulk, un film d'action américain réalisé par le Français Louis Leterrier.
En 2006, il est membre du jury du Festival de Cannes sous la présidence de Wong Kar-wai. Parmi les membres du jury, il retrouve Helena Bonham Carter, avec laquelle il avait collaboré sur La Planète des singes, et Samuel L. Jackson, avec lequel il avait collaboré sur Pulp Fiction.
En 2008, il pose pour la pochette de l'album Postcards from a Young Man du groupe de rock Manic Street Preachers
De 2009 à 2011, il est producteur et tient le rôle principal de la série télévisée Lie to Me, diffusée sur la Fox aux États-Unis.
En 2012, il est le président de la section Un Certain Regard au Festival de Cannes 2012.
En 2014, il fait partie du jury de la Mostra de Venise 2014.
Lors de la campagne pour l'élection présidentielle américaine de 2016, il soutient Bernie Sanders.
En 2020, lors de l’Investor Day de Marvel, il est confirmé qu'il reprendra son rôle de l'Abomination de la série de Disney+ She-Hulk.

### Vie privée
Tim Roth a trois fils. Jack, né de son union avec Lori Baker en 1984. De son mariage avec Nikki Butler naissent deux autres fils : Hunter et Cormac. Cormac Roth, musicien, meurt d'un cancer en 2022, à 25 ans.

## Filmographie

### Acteur

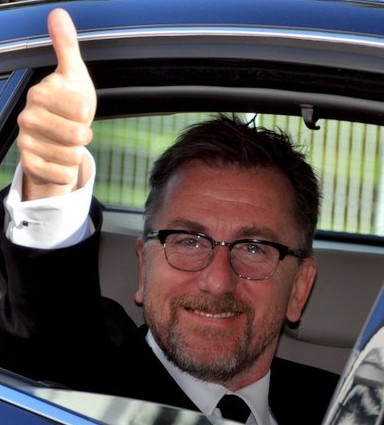
Tim Roth au festival de Cannes 2012.

#### Années 1980
- 1982 : Made in Britain (TV) d'Alan Clarke : Trevor
- 1984 : Meantime (TV) de Mike Leigh : Colin
- 1984 : The Hit, le tueur était presque parfait (The Hit) de Stephen Frears : Myron
- 1984 : Return to Waterloo (TV) de Ray Davies : un jeune punk
- 1985 : Jeux de glaces (Murder with mirrors) (TV) de Dick Lowry : Edgar Lawson
- 1987 : Metamorphosis (TV) de Jim Goddard : Gregor Samsa
- 1988 : Un monde à part (A World apart) de Chris Menges : Harold
- 1988 : Le Complot (To kill a priest) d'Agnieszka Holland : Feliks
- 1989 : Le Cuisinier, le voleur, sa femme et son amant (The Cook, the thief, his wife and her lover) de Peter Greenaway : Mitchel

#### Années 1990
- 1990 : Vincent et Théo (Vincent & Theo) de Robert Altman : Vincent van Gogh
- 1990 : Farendj de Sabine Prenczina : Anton
- 1990 : Rosencrantz et Guildenstern sont morts (Rosencrantz and Guildenstern Are Dead) de Tom Stoppard : Guildenstern
- 1991 : Les contes de la crypte (Tales from the Crypt) - Saison 3, épisode 8 : Jack Craig
- 1991 : Brothers in the Bronx (Jumpin' at the Boneyard) de Jeff Stanzler : Manny
- 1992 : Reservoir Dogs de Quentin Tarantino : M. Orange / Freddy Newandyke
- 1992 : Backsliding de Simon Target : Tom Whitton
- 1993 : Une pause, quatre soupirs (Bodies, Rest & Motion), de Michael Steinberg : Nick
- 1993 : Murder in the Heartland (TV), de Robert Markowitz : Charles Starkweather
- 1993 : El marido perfecto, de Beda Docampo Feijóo : Milan
- 1993 : Au cœur des ténèbres (Heart of Darkness) (TV) de Nicolas Roeg : Marlow
- 1994 : Pulp Fiction de Quentin Tarantino : Pumpkin / Ringo
- 1994 : Little Odessa de James Gray : Joshua Shapira
- 1994 : Amour captif (Captives) d'A. Pope
- 1995 : Rob Roy de Michael Caton-Jones
- 1995 : Groom Service (Four Rooms) d'Allison Anders, Alexandre Rockwell, Robert Rodriguez et Quentin Tarantino : Ted, le groom
- 1996 : No way home de Buddy Giovinazzo : Joey
- 1996 : Tout le monde dit I love you (Everyone Says I Love You) de Woody Allen : Charles Ferry
- 1997 : Gridlock'd de Vondie Curtis-Hall : Alexander « Stretch » Rawland
- 1997 : Les Seigneurs de Harlem (Hoodlum) de Bill Duke : Dutch Schultz
- 1997 : Le Suspect idéal (Liar) de Jonas Pate : Wayland
- 1998 : Animals (Animals with the Toolkeeper) de Michael Di Jiacomo : Henry
- 1999 : La Légende du pianiste sur l'océan (The Legend of 1900) de Giuseppe Tornatore : Danny Boodmann T.D. Lemon « 1900 »

#### Années 2000
- 2000 : The Million Dollar Hotel de Wim Wenders : Izzy Goldkiss (non crédité)
- 2000 : Vatel de Roland Joffé : Marquis de Lauzun
- 2000 : Bread and Roses de Ken Loach : lui-même
- 2000 : Le Bon Numéro (Lucky numbers) de Nora Ephron : Gig
- 2001 : La Planète des singes (Planet of the apes) de Tim Burton : le Général Thade
- 2001 : Invincible de Werner Herzog : Hersche Steinschneider / Erik Jan Hanussen
- 2001 : D'Artagnan de Peter Hyams : Febre, l'homme en noir
- 2002 : Emmett's Mark de Keith Snyder : John Harrett / Frank Dwyer
- 2003 : La Mort d'un roi (To Kill a King) de Mike Barker : Oliver Cromwell
- 2004 : The Beautiful Country de Hans Petter Moland : Captain Oh
- 2004 : Silver City de John Sayles : Mitch Paine
- 2004 : Nouvelle-France de Jean Beaudin : William Pitt
- 2005 : Le Dernier Signe (The Last sign) de Douglas Law : Jeremy Macfarlane
- 2005 : Don't Come Knocking de Wim Wenders : Sutter
- 2005 : Dark Water de Walter Salles : Jeff Platzer
- 2005 : Even Money - l'enfer du jeu (Even Money) de Mark Rydell : Victor
- 2006 : Tsunami : Les Jours d'après (Tsunami: The Aftermath) (TV) de Bharat Nalluri : Nick Fraser
- 2007 : L'Homme sans âge (Youth Without Youth) de Francis Ford Coppola : Dominic Matei
- 2008 : Funny Games U.S. de Michael Haneke : George
- 2008 : Medieval Pie : Territoires vierges (Virgin Territory) de David Leland : Gerbino
- 2008 : L'Incroyable Hulk (The Incredible Hulk) de Louis Leterrier : le capitaine Emil Blonsky / Abomination
- 2009 : Skellig d'Annabel Jankel : Skellig
- 2009 : Sea Wolf (mini-série) : Death Larsen
- 2009-2011 : Lie to Me (série télévisée) : Dr Cal Lightman

#### Années 2010
- 2010 : Brostitute (court métrage) de Osmany Rodriguez et Matt Villines
- 2011 : Pete Smalls Is Dead d'Alexandre Rockwell : Pete Smalls
- 2012 : Arbitrage de Nicholas Jarecki : le détective Michael Bryer
- 2012 : Broken de Rufus Norris : Archie
- 2012 : The Liability de Craig Viveiros : Roy
- 2013 : Möbius d'Éric Rochant : Rostovski
- 2013 : Absinteurs de John Jopson : Gautier
- 2014 : Klondike (série télévisée) : le Comte
- 2014 : Grace of Monaco d'Olivier Dahan : Rainier III
- 2014 : United Passions de Frédéric Auburtin : Sepp Blatter
- 2014 : Isolée (October Gale) de Ruba Nadda : Tom
- 2014 : Selma d'Ava DuVernay : George Wallace
- 2015 : The Jesuit d'Alfonso Pineda Ulloa
- 2015 : Chronic de Michel Franco : David
- 2015 : Les Huit Salopards (The Hateful Eight) de Quentin Tarantino : Oswaldo Mobray / English Pete Hicox
- 2015 : 600 millas de Gabriel Ripstein : Hank Harris
- 2016 : Mr. Right de Paco Cabezas : Hopper
- 2016 : Hardcore Henry de Ilya Naishuller : le père d'Henry
- 2017 : Life at These Speeds de Leif Tilden : Jarhead
- 2017 : Twin Peaks (série télévisée, saison 3) de David Lynch : Gary « Hutch » Hutchens
- 2017-2020 : Tin Star (en) (série télévisée) : Jim Worth
- 2018 : Les As de l'Arnaque de James Oakley : Peter Fox
- 2018 : The Padre (en) de Jonathan Sobol : Padre
- 2019 : Luce de Julius Onah : Peter Edgar
- 2019 : Le Prodige inconnu (The Song of Names) de François Girard : Martin Simmonds
- 2019 : Once Upon a Time… in Hollywood de Quentin Tarantino : le majordome (version longue)

#### Années 2020
- 2021 : Bergman Island de Mia Hansen-Løve : Tony
- 2021 : Braquage en or (The Misfits) de Renny Harlin : Schultz
- 2021 : Shang-Chi et la Légende des Dix Anneaux (Shang-Chi and the Legend of the Ten Rings) de Destin Daniel Cretton : Emil Blonsky / Abomination
- 2021 : Sundown de Michel Franco : Neil Bennett
- 2022 : She-Hulk : Avocate (She-Hulk) (série TV) : Emil Blonsky / Abomination
- 2022 : Resurrection d'Andrew Semans : David Moore
- 2022 : There Are No Saints d'Alfonso Pineda Ulloa : Carl Abrahams
- 2022 : Punch de Welby Ings : Stan
- 2023 : Tiny Beautiful Things : Hayes MacKeown (1 épisode)
- 2024 : Poison de Désirée Nosbusch : Lucas
- 2024 : The Spy Code (Classified) de Roel Reiné : Kevin Angler[5]
- 2025 : Tornado de John Maclean : Sugarman
- 2025 : The Immortal Man de Tom Harper :

### Réalisateur
- 1999 : The War Zone

### Producteur
- 2010 : Crossfire : producteur exécutif

## Distinctions

### Récompenses
- MystFest 1985 : meilleur acteur pour The Hit partagé avec Terence Stamp et John Hurt.
- Evening Standard British Film Awards 1985 : meilleur acteur prometteur.
- Kansas City Film Critics Circle Awards 1995 : meilleur acteur dans un second rôle pour Rob Roy
- Festival international du film de San Francisco 1995 : Trophée Piper-Heidsieck Award.
- British Academy Film Awards 1996 : British Academy Film Award du meilleur acteur dans un second rôle pour Rob Roy
- Berlinale 1999 : meilleur panorama pour le drame The War Zone
- Festival international du film d'Édimbourg 1999 : meilleur nouveau film britannique pour The War Zone
- Prix du cinéma européen 1999 : Discovery of the Year pour The War Zone
- Festival international du film de Tróia 1999 : Trophée Tróia Award - First Works Section de la découverte européenne de l'année pour The War Zone
- Fort Lauderdale International Film Festival 1999 : Prix du Jury du meilleur film et Prix du Jury du meilleur réalisateur pour The War Zone
- Festival international du cinéma de Valladolid 1999 : Trophée Silver Spike du meilleur réalisateur pour The War Zone
- Festival du film de Giffoni 2008 : Trophée François Truffaut Award.
- People's Choice Awards 2011 : meilleur combattant du crime dans une série télévisée pour Lie to Me
- Festival international du film de Stockholm 2012 : meilleur acteur pour Broken.
- Black Film Critics Circle Awards 2014 : Meilleure distribution pour Selma partagé avec David Oyelowo, Tom Wilkinson, Carmen Ejogo, André Holland, Giovanni Ribisi, Lorraine Toussaint, Stephan James, Wendell Pierce, Common, Alessandro Nivola, Keith Stanfield, Cuba Gooding Jr., Dylan Baker et Oprah Winfrey.

### Nominations
- British Academy Film Awards 1985 : Meilleur nouveau venu dans un rôle principal pour The Hit
- Golden Globes 1996 : Golden Globe du meilleur acteur dans un second rôle pour Rob Roy
- Oscars 1996 : Oscar du meilleur acteur dans un second rôle pour Rob Roy
- Saturn Awards 1996 : Saturn Award du meilleur acteur dans un second rôle pour Rob Roy
- Independent Spirit Awards 1996 : meilleur acteur principal pour Little Odessa
- British Independent Film Awards 1999 : meilleur réalisateur pour The War Zone
- Festival international du cinéma de Valladolid 1999 : Trophée Golden Spike du meilleur réalisateur pour The War Zone
- Bodil 2000 : meilleur film non-américain pour The War Zone
- Independent Spirit Awards 2001 : meilleur film étranger pour The War Zone
- Saturn Awards 2002 : Saturn Award du meilleur acteur dans un second rôle pour La Planète des singes.
- Empire Awards 2002 : Empire Award du meilleur acteur britannique pour La Planète des singes.
- MTV Movie Award 2002 : meilleur méchant pour La Planète des singes.
- DVD Exclusive Awards 2003 : meilleur acteur pour Emmett's Mark
- Festival de télévision de Monte-Carlo 2007 : Nommé au Trophée de la Nymphe d'Or de la meilleure performance pour un acteur dans une mini-série pour Tsunami : Les Jours d'après
- British Independent Film Awards 2012 : meilleur acteur pour Broken.
- San Diego Film Critics Society Awards 2014 : Meilleure distribution pour Selma partagé avec David Oyelowo, Tom Wilkinson, Carmen Ejogo, André Holland, Giovanni Ribisi, Lorraine Toussaint, Stephan James, Wendell Pierce, Common, Alessandro Nivola, Keith Stanfield, Cuba Gooding Jr., Dylan Baker et Oprah Winfrey.
- Washington DC Area Film Critics Association Awards 2014 : Meilleure distribution pour Selma
- Critics' Choice Movie Awards 2015 : Meilleure distribution pour Selma
- Georgia Film Critics Association 2015 : Meilleure distribution pour Selma

## Voix francophones
De 1984 à 1992, Tim Roth est doublé en version française par Gilles Laurent dans The Hit, Luq Hamet dans Jeux de glaces, José Luccioni dans Le Complot, Patrick Poivey dans Le Cuisinier, le voleur, sa femme et son amant, Bernard Alane dans Rosencrantz et Guildenstern sont morts, Vincent Violette dans Jumpin' at the Boneyard, Éric Missoffe dans Farendj, Denis Laustriat dans Les Contes de la crypte et Jean-Philippe Puymartin dans Reservoir Dogs. Par la suite, Philippe Vincent devient sa première voix régulière, le doublant entre 1996 et 2006 dans Little Odessa, Le Suspect idéal, La Légende du pianiste sur l'océan, Even Money, puis en 2013 dans Möbius.
Dans les années 1990 et 2000, Tim Roth est également doublé par un nombre important de comédiens, que ce soit à deux reprises comme Lionel Tua dans L'Homme sans âge et L'Incroyable Hulk, Laurent Natrella dans Rob Roy et Invincible ainsi que Thibault de Montalembert dans Vatel et Funny Games U.S., ou à titre exceptionnel, comme Pierre-François Pistorio dans Pulp Fiction, Éric Métayer dans Groom Service, Michel Mella dans Tout le monde dit I love you, Patrick Laplace dans Hoodlum, Pierre Tessier dans Le Bon Numéro, Med Hondo dans La Planète des singes, Olivier Cuvellier dans Le Dernier Signe, Renaud Marx dans Don't Come Knocking, Boris Rehlinger dans Dark Water, Dominique Collignon-Maurin dans Tsunami : Les Jours d'après et Antoine Tomé dans Medieval Pie : Territoires vierges.
Le doublant une première fois en 2001 dans D'Artagnan, Nicolas Marié devient sa voix régulière à partir de 2009 et la série Lie to Me. Il le retrouve notamment dans Arbitrage, Broken, Selma, Les Huit Salopards, Mr. Right, Hardcore Henry, 600 millas, Twin Peaks ou encore Tin Star. Il est remplacé par Laurent Stocker dans Grace de Monaco, Patrick Donnay dans Rillington Place et Éric Bonicatto dans The Jesuit.
En version québécoise, Sébastien Dhavernas est la voix régulière de l'acteur, le doublant notamment dans Le Mousquetaire, Le Pouvoir du jeu, L'Incroyable Hulk, Orage d'automne, Arbitrage, Les 8 Enragés ou encore Le Bon Gars.
Il est également doublé à deux reprises chacun par Luis De Cespedes dans La Planète des singes et Eau trouble ainsi que par Benoît Gouin dans Silver City: La montagne électorale et Le Chant des noms. Alain Zouvi le double dans Combinaison gagnante.